# Florida Georgia Line
Florida Georgia Line es un dúo de country pop estadounidense compuesto por Brian Kelley (de Ormond Beach, Florida) y Tyler Hubbard (de Monroe, Georgia). En diciembre de 2011, se firmó un acuerdo de producción y gestión de la publicación con Craig Wiseman (Big Loud Shirt Publishing), Kevin "Chief" Zaruk (Chief Music Management), y Joey Moi (Mountain View Records) asociación, Big Loud Mountain. Su segundo EP, It'z Just What We Do, trazó en la lista Billboard Top Country Albums. Tocaron en Country Throwdown Tour 2012, junto con bandas como Josh Thompson, Corey Smith, Gary Allan, Justin Moore, y Rodney Atkins. También se han abierto para Luke Bryan, Brantley Gilbert, Jake Owen, Colt Ford, y Dierks Bentley. Actualmente están de gira con Jason Aldean en Night Train Tour 2014.
El 16 de julio de 2012, Florida Georgia Line firmó con Republic Nashville, que forma parte de Big Machine Label Group.
En febrero de 2022, Hubbard y Kelley anunciaron que "se tomarán un descanso" de la grabación de música juntos y estarán en una pausa indefinida de las giras después de varios espectáculos en vivo que han reservado para 2022.

## Historia
Tyler Hubbard nació el 31 de enero de 1987 en St.Marys Georgia. Brian Kelley nació el 26 de agosto de 1985 en Jacksonville Florida. Ambos comenzaron a tocar la guitarra de forma individual, mientras que en la escuela secundaria. A continuación, se reunieron a través de un amigo común en Nashville, Tennessee, mientras asistió a la Universidad de Belmont.

## Vidas personales
En febrero de 2014, Hubbard sostuvo una lesión en la espalda en un accidente de moto. Él y su mujer Hayley tienen 3 hijos, dos niños llamados Luca Reed y Atlas Roy y una niña llamada Olivia Rose.

## Discografía

### Álbumes de estudio
- Here's to the Good Times (2012)
- Anything Goes (2014)
- Dig Your Roots (2016)

### Extended plays
- Anything Like Me (2010)
- It'z Just What We Do (2012)
- iTunes Session (2014)

### Sencillos
- «Cruise» (2012)
- «Get Your Shine On» (2013)
- «Round Here» (2013)
- «Stay» (2013)
- «This Is How We Roll» (con Luke Bryan) (2014)

### Colaboraciones
- «The South» (de The Cadillac Tree) (con Dierks Bentley y Mike Eli)  (2013)
- «Meant to Be» (de Bebe Rexha featuring Florida Georgia Line

### Videos musicales
| Año  | Video                                  | Director(es)      |
| ---- | -------------------------------------- | ----------------- |
| 2012 | «Cruise»                               | Brian Lazzaro     |
| 2013 | «Get Your Shine On»                    | Declan Whitebloom |
| 2013 | «Cruise» (con Nelly)                   | Marc Klasfeld     |
| 2013 | «Round Here»                           | Peter Zavadil     |
| 2013 | «Stay»                                 | Peter Zavadil     |
| 2013 | «It'z Just What We Do»                 | Michael Monaco    |
| 2014 | «This Is How We Roll» (con Luke Bryan) | Marc Klasfeld     |